# El escándalo Modigliani
El escándalo Modigliani (1988) es una novela de Ken Follett. Con la excusa de la sofisticación del mercado de obras de arte, Ken Follett trata de exponer la parte de esnobismo que invade este sector de la sociedad por medio de un relato que critica los actuales parámetros de valoración de las obras de arte. Se denuncia la miseria en la que viven los autores hasta que una vez fallecidos el valor de sus obras aumenta de manera desproporcionada.